# Taira Inoue
Taira Inoue (井上 平 Inoue Taira?), född 11 april 1983 i Tokyo prefektur, är en japansk fotbollsspelare.
Inoue började sin karriär 2007 i Tokyo Verdy. 2011 flyttade han till FC Gifu. Efter FC Gifu spelade han för SC Sagamihara. Han avslutade karriären 2016.